# Компланарность

Два примера трёх компланарных векторов (серым цветом показана плоскость, которой они принадлежат)

Компланарность (лат. com — совместность, лат. planus — плоский, ровный) — свойство трёх (или большего числа) векторов, которые, будучи приведёнными к общему началу, лежат в одной плоскости.

## Свойства
Если хотя бы один из трёх векторов — нулевой, то три вектора тоже считаются компланарными. Тройка векторов, содержащая пару коллинеарных векторов, компланарна.
Смешанное произведение компланарных векторов равно нулю, это свойство — основной критерий компланарности трёх векторов. Эквивалентный критерий компланарости — линейная зависимость компланарных векторов: существуют действительные числа {\displaystyle \lambda _{1}} и {\displaystyle \lambda _{2}}такие, что {\displaystyle {\vec {a}}=\lambda _{1}{\vec {b}}+\lambda _{2}{\vec {c}}} для компланарных {\displaystyle {\vec {a}}}, {\displaystyle {\vec {b}}} и {\displaystyle {\vec {c}}} за исключением случаев {\displaystyle {\vec {b}}={\vec {0}}} или {\displaystyle {\vec {c}}={\vec {0}}}.
В трёхмерном пространстве три некомпланарных вектора {\displaystyle {\vec {a}}}, {\displaystyle {\vec {b}}} и {\displaystyle {\vec {c}}} образуют базис. То есть любой вектор {\displaystyle {\vec {d}}\in \mathbb {R} ^{3}} можно представить в виде: {\displaystyle {\vec {d}}=x_{1}{\vec {a}}+x_{2}{\vec {b}}+x_{3}{\vec {c}}}. Тогда {\displaystyle \;\{x_{1},x_{2},x_{3}\}} будут координатами {\displaystyle {\vec {d}}} в данном базисе.

## Обобщения
Критерии компланарности позволяют определить это понятие для векторов, понимаемых не в геометрическом смысле, а, например, как элементы произвольного векторного пространства.
Иногда компланарными называют те точки (или другие объекты), которые лежат на (принадлежат) одной плоскости. 3 точки определяют плоскость и, тем самым, всегда (тривиально) компланарны. 4 точки, в общем случае (в общем положении), некомпланарны.
Можно распространить понятие компланарности и на прямые в пространстве. Тогда параллельные или пересекающиеся прямые будут компланарны, а скрещивающиеся прямые — нет.